# Isospidia
Isospidia is een geslacht van vlinders van de familie eenstaartjes (Drepanidae).

## Soorten
- I. angustipennis (Warren, 1904)
- I. brunneola (Holland, 1893)